# Chrome OS
A Chrome OS egy könnyűsúlyú, nyílt forráskódú számítógépes operációs rendszer, amit a Google Inc. fejleszt, internet-alapú alkalmazások futtatására. A Google 2009. július 7-én jelentette be a Chrome OS-t, majd ugyanazon év novemberében nyílt forráskódúvá tette, Chromium OS néven.
A Chromium OS-től eltérően, ami lefordítható a letöltött forráskódból, a Chrome OS-hez kizárólag egyedi, a Google gyártópartnerei által szállított hardverre telepítve lehet hozzájutni. A Chrome OS felhasználói felülete minimalista megközelítést követ, hasonlóan a Chrome webböngészőhöz. A kizárólagosan a számítási felhőre alapuló operációs rendszeren az egyetlen valódi alkalmazás a fájlkezelőt és médialejátszót is magába foglaló webböngésző. Így a Chrome OS célcsoportját azok a felhasználók alkotják, akik a számítógép előtt töltött idejük nagy részében az internetet használják.
A Chrome OS, legalábbis kezdeti célként, netbookokon fut, x86 vagy ARM architektúrájú rendszereken. Az alkalmazások a Chrome böngészőben futnak majd, az Androidtól eltérően, amit főleg okostelefonokra fejlesztettek, és hagyományos alkalmazásokat is képes futtatni.
A végleges változat megjelenését 2010 második felére várták, ez a dátum azóta többször csúszott, míg végül 2011. június 15-én jelentek meg az első, kereskedelmi forgalomban kapható Samsung ChromeBookok, majd júliusban az Acerek.

## Története
A Google fejlesztői 2009-ben kezdték meg a Chrome operációs rendszer kifejlesztését; erre az alacsony fogyasztású, internetezésre fókuszáló netbookok növekvő népszerűsége inspirálta őket. A cég nem végzett hagyományos értelemben vett piackutatást annak eldöntésére, hogy alkalmas-e a piaci környezet egy netbookos operációs rendszer bevezetésére. Ehelyett az alkalmazottaknak mintegy 200 Chrome OS-t futtató netbookot osztott ki, és ezek használati statisztikáit, és más informális mérőszámokat vett figyelembe. A fejlesztők maguk is feljegyezték a saját használati mintáikat. Matthew Papakipos, a Chrome OS projekt korábbi vezető mérnöke három gépet használt otthon, és úgy találta, általában rövid munkamenetekre jelentkezett be a gépekre; egy gyors webes keresést beütni vagy egy rövid e-mailt elküldeni.
2009. november 19-én a Google megjelentette a Chrome OS forráskódját a Chromium OS projekt elindításával. Ahogy az más open source projektek esetében is megszokott, a fejlesztők szabadon módosíthatják a Chromium OS-t és fordíthatnak belőle saját verziókat, de a Google és partnerei csak a hivatalos Google Chrome OS kódját fogja támogatni, kizárólag az erre a célra tervezett hardverplatformokon. A Chromium OS-től eltérően a Chrome OS automatikusan frissülni fog a legfrissebb verzióra. Az InformationWeek tesztelője, Serdar Yegulalp szerint a Chrome OS termékként „kidolgozottsága és integrációja a hardverrel, amin futni fog olyan szintű lesz, amit a Chromium OS nem fog alapértelmezetten nyújtani.” A Chromium OS projektként „egy közös kiindulási alap lesz, amiből a kész terméket előállítják” és más leszármazott termékek is profitálhatnak belőle. A termék és a projekt párhuzamosan fejlődik majd és időnként kölcsönvesznek majd egymástól.
2009. november 19-i sajtótájékoztatóján Sundar Pichai, a Google a Chrome fejlesztéséért felelős alelnöke bemutatta az operációs rendszer egy korai változatát, a Chrome böngészőre erősen emlékeztető grafikus felülettel, amiben a gyakran használt Web-alapú alkalmazásoknak saját böngészőfül van fenntartva, melyek kisebb helyet foglalnak el és a gyors hozzáférés érdekében rögzíthetőek. Az operációs rendszert futtató netbook 7 másodperc alatt indult el, és ezen a szintidőn a Google még javítani kíván. Pichai elmondása szerint a Google, legalábbis kezdetben, nem készíti fel a Chrome OS-t arra, hogy a felhasználó elsődleges számítógépén fusson.
Szintén 2009. november 19-én Chris Kenyon, a Canonical Ltd OEM szolgáltatásainak alelnöke bejelentette, hogy a Canonical a Google-lel kötött szerződés alapján „fejlesztői erőforrásokkal segíti a Google [Chrome OS] fejlesztését. A megbeszélések alapján Sundar Pichai és Linus Upson világossá tette, hogy amikor csak lehetséges, a nyílt forrású fejlesztői közösség már meglévő komponenseire és eszközeire kívánnak építeni, hogy elkerüljék a dolgok szükségtelen újra-kifejlesztését. Ez a világos fókusz sok jelenlegi szoftverprojekt számára előnyösnek bizonyulhat majd, amit mi szívesen látunk.”.
2010. január 25-én a Google jegyzeteket, képeket és egy videót jelentetett meg arról, hogy mutatna egy 5-10 hüvelykes képernyőjű táblagépen (tablet PC) futó Chrome OS felhasználó felülete. A kialakítás nagyjából megegyezik a netbookokéval, de érintőképernyővel; képernyőn megjelenített qwerty billentyűzettel, különböző kiosztásokkal; nagy, szögletes ikonokkal a böngészőfülek fölött; az alsó él mentén elhelyezkedő panelekkel, amik felfelé húzással nyithatók meg. A tervek nyilvánosságra hozatala két nappal azelőtt történt, hogy az Apple bemutatta volna az iPad táblagépét.
2010 márciusában a Google jelezte, hogy megfontolja külön végfelhasználói és vállalati Chrome OS-verziók kifejlesztését.

### A Cr-48 hardverprototípus

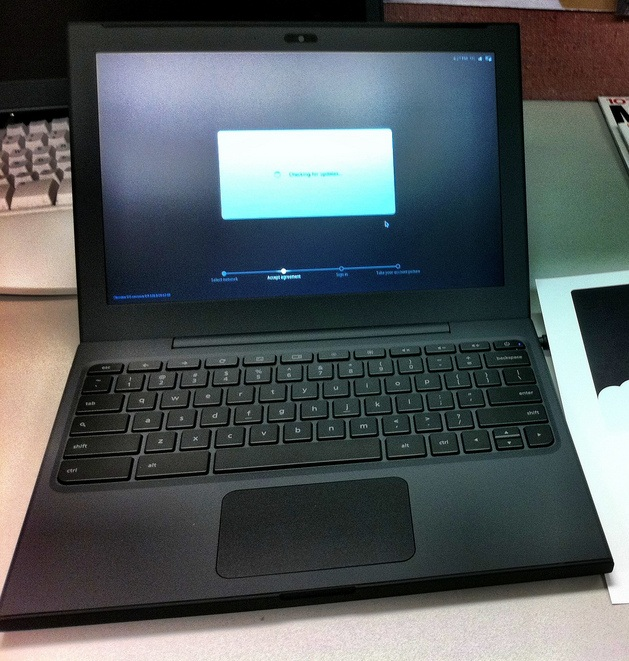
A Cr-48 képernyője az első rendszerindításkor

A Google 2010. december 7-én tartott sajtótájékoztatóján jelentette be a Cr-48 notebookot (a név a króm 48 tömegszámú izotópjára utalhat), ami a Chrome OS operációs rendszer tesztelésére szánt referenciahardver. Kísérleti programja keretében számos darabot szétosztogatott ezekből a notebookokból. A Cr-48-at kizárólag tesztcélból fejlesztették ki, nem tervezik, hogy szélesebb közönség számára elérhetővé teszik. A Google igyekezett választ adni azokra a panaszokra is, hogy az operációs rendszer szinte használhatatlan, ha valamilyen okból a hardver nem csatlakozik az internethez. A cég demonstrálta a Google Docs Chrome OS-en futó, offline verzióját, és bejelentett egy 3G szolgáltatási szerződés-tervezetet, ami a Chrome OS felhasználóinak havonta ingyen 100 MB adatforgalmat biztosítana, egyéb fizetős opciókat a Verizon mobilszolgáltató biztosítana.
Mintegy 60 000 Cr-48-at gyártottak le azért, hogy 2010 decemberében tesztelőknek és cikkíróknak osszák szét őket. A 2010. december közepén megjelenő első kritikák szerint a termék ígéretes, de még nem teljesen piackész.
Kurt Bakke, a Conceivably Tech szakírója 2010. december 29-i tesztjében ezt írta: „háztartásomban a Chromebook a leggyakrabban használt számítógéppé, családi berendezéssé vált. Mindössze 15 másodperces rendszertöltési ideje és az elkülönített Google-felhasználói fiókok miatt ehhez megy oda mindegyikünk egy gyors webes keresésre, emailt nézni vagy YouTube-os és facebookos tevékenykedésre. Nem váltja le a többi notebookjainkat – tartunk egy játszós laptopot, két átlagos notebookot és két netbookot ötgyerekes családunkban. A legnagyobb panasz, amit idáig kapott a Flash alkalmazások gyatra teljesítménye volt.”
2011. március 8-án Sundar Pichai, a Google termékfejlesztésért felelős igazgatója bejelentette, hogy az utolsó Cr-48-ast is kiadták a 60 000-ből.
A Cr-48 noteszgépek több, egyelőre kihasználatlan hardverkomponenst tartalmaztak, amiket egy későbbi szoftverfrissítés aktiválhat; ezek közé tartozik a Bluetooth 2.1 kontroller. Az USB port csak billentyűzet, egér, hálózati adapter vagy tárolóeszköz csatlakoztatására szolgál, nyomtatót nem lehet hozzákötni, mivel az operációs rendszer nem tartalmaz nyomtatáskezelést. Az előzőektől eltérő hardvereszközökkel való bővítés valószínűleg problémákat okozna az operációs rendszer önmagát védő biztonsági modelljével. A felhasználók számára ajánlott a Google Cloud Print szolgáltatás használata a régebbi nyomtatók eléréshez, vagy egy „felhőtudatos” nyomtató, mint pl. egy HP ePrint printer csatlakoztatása a Google Cloud Printhez.

### Kereskedelmi hardver: Chromebook
A Google a kezdeti bejelentéskor számos gyártót nevezett meg, mint a Chrome OS potenciális hardvergyártóját, köztük az Acer, Adobe, Asus, Freescale, Hewlett-Packard, Lenovo, Qualcomm, Texas Instruments, Toshiba, Intel, Samsung, és Dell cégeket.
A 2011. május 11-i Google I/O fejlesztői konferencián a Google bejelentette, hogy az első két kereskedelemben kapható, Chrome OS-t futtató modellt az Acer Inc. és a Samsung Electronics Co. gyártja majd, áruk 349 dollárnál kezdődik majd. A megjelenés dátuma 2011. június 15. volt az USA-ban, az Egyesült Királyságban, Franciaországban, Németországban, Hollandiában, Olaszországban és Spanyolországban. A Chromebookokat az USA-ban az Amazonon és a Best Buyon lehet megvenni; az USA-n kívül különféle „vezető kiskereskedelmi láncoktól”. A Google nyolc másodperces rendszerindítást és egy feltöltéssel nyolc órás üzemidőt ígér, és állítása szerint a Chromebookokhoz nem lesz szükség vírusvédelemre. A 3G-vel szerelt modellekhez két éven keresztül havi 100 megabájt ingyenes vezeték nélküli hozzáférés jár, ami havi 20 dollárért egy gigabájttal növelhető. A Google dolgozik egy Chrome OS-t futtató asztali gép fejlesztésén is.
A Google az üzleti és az oktatási szféra részére bejelentett egy havi előfizetésen alapuló árszabást is, ami hároméves szerződéssel, a szükséges cseréket és frissítéseket beleszámolva havi 28, illetve 20 dollár lesz felhasználónként.

## Előzetes fogadtatás
Az iparági elemzők már a Chrome OS-t futtató eszközök kereskedelmi megjelenése előtt vizsgálni kezdték azok lehetséges sikerét, előnyeit és korlátait.
A Chrome OS-t már a legelején a Microsoft vetélytársának tekintették, közvetlenül a Microsoft Windows, közvetetten a cég szövegfeldolgozó és táblázatkezelő programjaival szemben pozicionálták – utóbbi esetében fontos tényező a Chrome OS szoros függése a számítási felhőtől. A Chrome OS vezető fejlesztője, Matthew Papakipos azzal hárította ezt el, hogy a két operációs rendszer funkcionalitása nem fedi egymást, hiszen a Chrome OS-t netbookokra szánják, melyek számítási teljesítménye kevés az olyan erőforrás-igényes alkalmazások futtatásához, mint amilyen például az Adobe Photoshop.
Egyes megfigyelők szerint más operációs rendszerek már betöltötték azt a piaci rést, amit a Chrome OS is céloz, ráadásul a böngészőn kívül natív alkalmazások futtatására is képesek. 2009 novemberében a PC Worldben Tony Bradley ezt írta: „Már most is képesek vagyunk annak nagy részére, vagy talán mindenre ami a Chrome OS ígér. Egy Windows 7- vagy Linux-alapú netbookra a felhasználó egyszerűen nem telepít mást, csak egy böngészőt és máris a Google-termékek, valamint egyéb web-alapú alkalmazások és szolgáltatások mérhetetlen tömegére csatlakozhat rá. A netbookok sikeresen elfoglalták a PC-piac alsó szegmensét, és már ma is webközpontú számítástechnikai élményt nyújtanak. Nem látom át, miért kéne izgatottnak lennünk amiatt, hogy egy év múlva képesek leszünk ugyanezt elérni, de a negyedik helyen álló böngészőbe bezárva.”
Egy évvel később, Ryan Paul az Ars Technicától hasonló következtetésekre jutott. Azt írja, a Google Cr-48 prototípusa „hozza az alapokat a webszörfölés, játék és a személyes termelékenység terén, de csődöt mond az [erőforrás-]intenzívebb feladatoknál”. Dicséri a Google informatikai biztonsághoz való hozzáállását, de kétli, hogy az átlagos számítógép-felhasználó elfogadna-e egy olyan operációs rendszert, amiben az egyetlen alkalmazás egy webböngésző. „Jelenlegi formájában, azt hiszem az operációs rendszer megfelelő lehet egyes kisebb célközönségek számára, például akik tényleg csak böngészni akarnak, vagy irodai dolgozóknak olyan munkahelyeken, akik váltottak a Google netes irodai csomagjaira vagy csak intranetes alkalmazásokat használnak. Határozottan nem nyújt teljes értékű alternatívát azokhoz az általános célú számítási környezetekhez viszonyítva, amiket jelenleg a netbookokon találunk.” Paul leírása szerint a Chrome OS előnyeit „megkaphatjuk más szoftverkörnyezetekben is anélkül, hogy a natív alkalmazásainkat fel kellene áldoznunk érte”.
Wolfgang Gruener a Conceivably Tech-től felrótta a Photoshop és hasonló szoftverek hiányát, valamint a „használható, de idegesítő trackball-dizájnt”. Konklúziója szerint „a Google-nek még sok tennivalója maradt, de a Chrome OS-nek nagyon is van értelme, és ha a Google nem követ el végzetes hibát, megmutathatja a termékkel, hogy fog mához 5-10 évre a számítástechnika kinézni a mindennapokban”. Dicsért viszont egy 2011. márciusi frissítést, ami új trackball-vezérlést, lapgörgetést, a tápellátással kapcsolatos és sok egyéb javítást tartalmazott.

### Az Androiddal való kapcsolat
A Chrome OS után nem sokkal a Google bemutatta az azóta igen népszerűvé vált Android operációs rendszerét, így a cég már két nyílt forrású, kliens operációs rendszerrel is rendelkezik. A Microsoft elnök-vezérigazgatója, Steve Ballmer azzal vádolta a Google-t, hogy nem képes dönteni a kettő között. A Google szerint a két operációs rendszer különböző piaci szegmenseket céloz meg, a mobil, illetve a személyi számítástechnikát, melyek az eszközök növekvő konvergenciája ellenére továbbra is elkülönülnek egymástól. A Google egyik alapítója, Sergey Brin szerint a két rendszer „idővel valószínűleg konvergálni fog”.
Mindenesetre a két operációs rendszer teljesen más úton-módon van összeépítve. A Chrome OS a Portage csomagkezelővel összerakott Gentoo Linuxon alapul, a „Chromium OS portage overlay” segítségével, míg az Androidot kizárólag az Android Inc. (később a Google) fejlesztői alkották, egy módosított Linux kernel felhasználásával.
Steven Levy a 2011-es Google I/O fejlesztői konferenciáról így tudósított: „a két rendszer közötti disszonancia nyilvánvaló”. „Az esemény minden napján volt a két rendszer valamelyikéről egy-egy kulcselőadás, amit sajtótájékoztató követett, ahol a két fejlesztői csapat vezetői (Android: Andy Rubin és Chrome: Sundar Pichai) nem túl meggyőzően megpróbálták megindokolni, hogy a rendszereik miért nem versenytársai egymásnak. Sergey Brin, a Google egyik alapítójának válasza szerint az, hogy két ígéretes operációs rendszert is birtokolnak egy olyan probléma, amivel a legtöbb cég szívesen szembesülne.”
A Chrome OS 53-as verziójától kezdve lehetőség van Chrome OS-en Android alkalmazások futtatására is a támogatott Chromebookokon.

### Kiadástípusok
A Google a kiadások terjesztésének a Google Chrome böngészőnél már bevált rendszerét használja a Chrome OS esetében is: három fő „csatornán” adja ki az új böngészőverziókat: egy stabil, egy béta és egy fejlesztői csatornán („Dev” channel). A stabil csatornába csak akkor kerülnek bele új képességek vagy hibajavítások, ha azokat megfelelően tesztelték a béta csatornában – ahová pedig durván havonta kerülnek bele a fejlesztői csatornából a stabilnak és teljesnek gondolt funkciók. A fejlesztői csatorna az, ahol az új ötletek kipróbálásra kerülnek (és néha elvetik őket), emiatt időnként instabil működés is előfordulhat. A három csatorna nem egymással párhuzamosan fejlesztett három termékvonalnak, hanem egyazon termékvonalon kijelölt ritkább vagy sűrűbb pontoknak tekinthető, azaz előbb-utóbb a stabil változatba is bekerülnek a kevésbé stabil változatok funkciói.
2013-ban jelent meg a Chrome OS-en is a „Canary csatorna” (a név azokra a kanárikra utal, amiket kalitkába zárva levittek a bányába, hogy észleljék a metángázt; ha egy változtatás „megöli” a Chrome OS Canaryt, nem engedik tovább a fejlesztői csatornára). A Canary a legfrissebb, legkockázatosabb, a projekt kódja alapján előzetes tesztelés nélkül, automatikusan fordított hivatalos Chrome OS-kiadás.

## Tervezési célok és irányok
A projekt kezdeti szakaszában a Google számos részletet nyilvánosságra hozott a Chrome OS tervezési céljairól és irányairól. Ezeket a részleteket később nem követte a befejezett rendszer részletes technikai leírása.

### Felhasználói felület
A Google Chrome OS felhasználói felületének tervezésekor a tervezési célok közé tartozott, hogy minimalizálják a képernyőn elfoglalt területet az alkalmazások és az egyszerű weboldalak egyetlen ugyanazon fülön való megjelenítésével. A tervezők megfontolták egy redukált ablakkezelési módszer használatát, ami csak teljes képernyős üzemmódban működne. A másodlagos feladatok „paneleken” jelentkeznének, melyek a képernyő aljához dokkolható, lebegő ablakok pl. csetablakokhoz vagy zenelejátszókhoz. A felosztott képernyő használata szintén szóba jöhet, két tartalom egymás melletti megjelenítéséhez. A tervezők javaslatában szerepel az is, hogy keresési lehetőséggel vagy rögzített böngészőfülekkel gyorsítsák fel az alkalmazások megtalálását és futtatását.

### Architektúra
A Chromium OS nyílt forrású projekt előzetes tervezési dokumentumaiban a Google egy háromrétegű architektúrát ír le: firmware, böngésző és ablakkezelő, valamint rendszerszoftver és felhasználói szolgáltatások.
- A firmware hozzájárul a gyors rendszerindításhoz azzal, hogy nem teszteli az olyan hardverek (pl. floppymeghajtó) jelenlétét, amelyek már nem általános tartozékai a számítógépeknek, különösen a netbookoknak. A firmware biztonsági összetevőket is tartalmaz; a bootolási folyamat minden lépését ellenőrzi, és képes a sérült rendszer helyreállítására is.[64]
- A rendszerszoftver a boot folyamat felgyorsítására módosított Linux kernelt tartalmaz. A felhasználói szoftverek közül csak a legszükségesebbek szerepelnek, menedzsmentjükért az init processzt helyettesítő, eseményalapú Upstart felel, ami képes szolgáltatások párhuzamos elindítására, lefagyott munkafolyamatok újraindítására és egyes szolgáltatások a gyorsabb rendszerindítást szolgáló, késleltetett indítására is.[64]
- Az ablakkezelő a felhasználó több kliensablakkal való interakciójáért felel, más X Window-ablakkezelőkhöz hasonlóan.[64]

### Távoli alkalmazásfuttatás
2010 júniusában a Google szoftvermérnöke, Gary Kačmarčík azt írta, hogy a Chrome OS képes lesz távoli alkalmazásokhoz hozzáférni egy „Chromoting”-nak nevezett technológia segítségével, ami hasonlít a Microsoft Távoli asztali kapcsolatához. A név azóta „remoting”-ra módosult, és „valószínűleg közelebb áll egy alkalmazás terminálszerveren való futtatásához, vagy egy távoli gépre való rácsatlakozáshoz RDP vagy VNC segítségével.” A Chromebookok első eladási hulláma azt jelzi, hogy van igény a felhasználók részéről a virtuális munkakörnyezetek elérésére, illetve a desktop-virtualizációra.

### Hardvertámogatás
A Google Chrome OS-t a kezdeti tervek szerint nem az emberek elsődleges számítógépének, hanem másodlagos eszköznek szánták, mint amilyenek a netbookok, és x86 vagy ARM architektúrájú processzorokon lesz képes futni. Bár a Chrome OS támogatni fogja a merevlemezeket, a Google arra kéri partnereit, hogy flash memóriás tárolókat használjanak „sebességi és megbízhatósági okokból”. Az SSD-tárak kisebbek, de nagyobb teljesítményt nyújtanak, ellentétben a merevlemezekkel, amik nagyobb tárkapacitást, de viszonylag kisebb teljesítményt nyújtanak. A kisebb tárkapacitású SSD tárolók jól megfelelnek a Chrome OS igényeinek, hiszen az operációs rendszer mindössze 60-adrészét foglalja el a lemezen a Windows 7-nek.

### Integrált médialejátszó, fájlkezelő
A Google médialejátszó szoftvert integrál a Chrome OS-be és a Chrome böngészőbe egyaránt, amivel MP3-akat lehet lejátszani, JPG-ket lehet nézni és egyéb multimédiás tartalmakat lehet kezelni, még offline állapotban is.
Szintén része a Chrome OS-nek a többi operációs rendszerből jól ismert fájlkezelő, amivel meg lehet tekinteni mappák és azok fájljainak tartalmát, fájlok előnézetét számos webes alkalmazás, köztük a Google Docs és a Box.net segítségével.

### Nyomtatás
A Google létrehozott egy Google Cloud Printnek nevezett szolgáltatást, hogy bármely alkalmazásról, illetve eszközről, lehetővé tegye tetszőleges helyre a nyomtatást. Bár a számítási felhő lehetővé teszi szinte bármilyen eszköz számára a csatlakozást, a feladat, hogy az asztali gépektől a netbookokon át az okostelefonokig minden hardver és operációs rendszer kombinációjához nyomtatási alrendszereket fejlesszen és támogasson még a Google számára is túl nagy falat lenne. A szolgáltatáshoz szükséges (a Cloud Printre fel nem készített nyomtatók esetében) egy proxy telepítése a Chrome OS-be. A proxy regisztrálja a nyomtatót a szolgáltatásba, kezeli a nyomtatási feladatokat, eszközmeghajtó-funkcionalitást biztosít, kezeli a feladatok státusát stb.